# Овлаши (Роменский район)
Овлаши (укр. Овлаші) — село, Долгополовский сельский совет, Роменский район, Сумская область, Украина.
Код КОАТУУ — 5924185805. Население по переписи 2001 года составляло 1137 человек.
В Центральном государственном историческом архиве Украины в Киеве хранится исповедная роспись села Евлаши 1749 года.

## Географическое положение
Село Овлаши примыкает к городу Ромны.
На расстоянии в 0,5 км расположено село Московщина.
По селу протекает пересыхающий ручей с запрудой.
Рядом проходят автомобильная дорога Н-07 и
железная дорога, станции Житное и Ромны в 2,5 км.

## Экономика
- ГП «Роменский ветеринарно-санитарный завод».[источник не указан 1665 дней]
- Роменский завод по производству мясокостной муки.[источник не указан 1665 дней]
- ООО «Овлашивске».[источник не указан 1665 дней]

## Объекты социальной сферы
- Школа І-ІІ ст.[источник не указан 1665 дней]

## Достопримечательности
- Памятный знак погибшим односельчанам.[источник не указан 1665 дней]
- Могила лейтенанта Карикова В. Д., погибшего при освобождении села.[источник не указан 1665 дней]